# 타임스 시리즈
타임스 시리즈(Times Series)는 바넷의 런던 자치구와 주변 지역에서 뉴스퀘스트가 매주 발행하는 북런던 신문들의 연합이다. 이 신문 시리즈에는 바넷 & 포터스 바 타임즈, 보어햄우드 & 엘스트리 타임즈, 에드그웨어 & 밀 힐 타임즈, 헨든 & 핀클리 타임즈 등이 포함되어 있다. 신문들은 대부분 소량만 팔리고 이후 무료로 배포된다. 2014년 10월 현재 4개 타이틀의 총 독자 수는 7만2707명이다.
2013년 타임즈는 바닛 FC의 경기에 대한 보도가 금지되었다고 주장했다.